# Steel City derby
Le Steel City derby (également appelé Sheffield derby) est le nom donné au derby entre les clubs du Sheffield United et du Sheffield Wednesday.

Cette rivalité se réfère à l'antagonisme entre les principaux clubs de football de Sheffield, en Angleterre. 
Le bilan des confrontations est à l'avantage de United qui a gagné 45 matchs, contre 42 pour Wednesday.
À l'inverse, c'est Wednesday qui a gagné le plus de trophées : en effet, ce dernier a remporté 17 titres dans des compétitions nationales, alors que United en a remporté 7 dans des compétitions nationales.

## Histoire
La première rencontre entre les deux clubs eut lieu lors d'un match amical disputé le 15 décembre 1890 à l'Olive Grove (en), une année après la fondation du Sheffield United. C'est Sheffield Wednesday qui gagna cette rencontre à domicile sur le score de 2-1.
Le premier affrontement en championnat remonte au 16 octobre 1893, comptant pour la saison 1893-1894 de la 1re division anglaise. Le match s'est terminé sur le score de 1-1.
Les derbys comptant pour des championnats se sont généralement déroulés en 1re et 2e division anglaise : seulement quatre matchs se sont déroulés en 3e division et aucun dans les divisions inférieures.

## Matchs de championnats récents

### Saison 2007-2008 (2edivision)
Le premier match de la saison est joué à Hillsborough devant une foule de 30 486 personnes, le 19 janvier 2008. Le match se consolide par une victoire à domicile de Wednesday 2-0 grâce aux buts de Akpo Sodje (en) et Marcus Tudgay.

Le second match, joué à Bramall Lane le 8 avril 2008 devant 31 760 personnes, se termine par un match nul, 2-2. 

### Saison 2008-2009 (2edivision)
Le premier match est joué à Hillsborough le 19 octobre 2008, devant 30 441 fans. Il voit la victoire de Wednesday 1-0, grâce à un reprise de volée de Steve Watson à la 35e minute de jeu. Ce match a été marqué par un penalty de Deon Burton arrêté par le gardien de United Paddy Kenny et par l'expulsion de deux joueurs : Matthew Kilgallon et Jermaine Johnson.

Le match retour eut lieu à Bramall Lane le 7 février 2009. C'est Wednesday qui gagna le match sur le score de 2-1. C'est la première fois que l'équipe gagne ce derby à Bramall Lane depuis 1967 et c'est également la première fois qu'elle gagne ce derby deux fois de suite depuis 95 ans.

### Saison 2009-2010 (2edivision)
Lors du match aller joué le 18 septembre 2009 à Bramall Lane, United s'impose 3-2 après avoir mené 3-0 à la mi-temps. C'est la première victoire de Kevin Blackwell (en) contre Wednesday depuis qu'il a rejoint le club.

Le 125e match entre les deux équipes, joué le 18 avril 2012 à Hillsborough, s'est terminé par un score de 1-1. C'est Darren Potter qui a ouvert le score pour Wednesday grâce à une reprise de volée en fin de 1re mi-temps et c'est Lee Williamson qui a égalisé pour United grâce à un tir à l'heure de jeu.

### Saison 2011-2012 (3edivision)
Le premier match eut lieu à Bramall Lane le 16 octobre 2011 devant 28 136 supporters. La 1re mi-temps fut à l'avantage de United qui marqua deux buts (un de Quinn et un d'Evans). Mais Wednesday marqua également deux buts dans les dix dernières minutes : le premier d'O'Grady à la 82e et le second de Madine à la 86e. Le score final est de 2-2.

La dernière confrontation entre les deux clubs eut lieu le 26 février 2012 à Hillsborough devant 36 364 spectateurs. Elle tourna à l'avantage de Wednesday grâce à un but d'O'Grady à la 73e minute. 

## Statistiques
|                  | Victoires de Sheffield U. | Matchs nuls | Victoires de Sheffield W. | Buts de Sheffield U. | Buts de Sheffield W. |
| ---------------- | ------------------------- | ----------- | ------------------------- | -------------------- | -------------------- |
| Championnat      | 42                        | 36          | 36                        | 156                  | 147                  |
| FA Cup           | 3                         | 3           | 3                         | 14                   | 13                   |
| League Cup       | 0                         | 1           | 2                         | 2                    | 5                    |
| Full Members Cup | 0                         | 0           | 1                         | 2                    | 3                    |
| Total            | 45                        | 40          | 42                        | 174                  | 168                  |

## 10 dernières confrontations en championnat
| Stade        | Date              | Affluence | Vainqueur | Score (score à la mi-temps) |
| ------------ | ----------------- | --------- | --------- | --------------------------- |
| Bramall Lane | 3 décembre 2005   | 30 558    | United    | 1-0 (1-0)                   |
| Hillsborough | 18 février 2006   | 33 439    | United    | 1-2 (0-2)                   |
| Hillsborough | 19 janvier 2008   | 30 486    | Wednesday | 2-0 (1-0)                   |
| Bramall Lane | 8 avril 2008      | 31 760    | Match nul | 2-2 (0-1)                   |
| Hillsborough | 19 octobre 2008   | 30 441    | Wednesday | 1-0 (1-0)                   |
| Bramall Lane | 7 février 2009    | 30 786    | Wednesday | 1-2 (1-2)                   |
| Bramall Lane | 18 septembre 2009 | 29 210    | United    | 3-2 (3-0)                   |
| Hillsborough | 18 avril 2010     | 35 485    | Match nul | 1-1 (1-0)                   |
| Bramall Lane | 16 octobre 2011   | 28 136    | Match nul | 2-2 (2-0)                   |
| Hillsborough | 26 février 2012   | 36 364    | Wednesday | 1-0 (0-0)                   |

## Matchs amicaux
| Stade        | Date             | Affluence | Vainqueur | Score |
| ------------ | ---------------- | --------- | --------- | ----- |
| Olive Grove  | 15 décembre 1890 | 10 000    | Wednesday | 2-1   |
| Bramall Lane | 12 janvier 1891  | 15 000    | United    | 3-2   |
| Olive Grove  | 17 octobre 1892  | 1 500     | Match nul | 1-1   |
| Bramall Lane | 5 août 1996      | 7 271     | United    | 4-1   |